# Азог
Азог је измишљени лик из романа Силмарилион и Господар прстенова чувеног енглеског писца Џ. Р. Р. Толкина.
Орчки краљ Морије. Азог је владао хордама унутар старог патуљачког краљевства Морије. Био је посебно велики и омражен орк. Он је био одговоран за убиство и сакаћење патуљачког краља Трора 2790. године „трећег доба“. Азогово убиство Трора је довело до крвавог рата патуљака и орка, и 2799. до коначног боја Битке од Азанулбизара у коме су орци сатрти. Да би се осветио за сакаћење Трора, Даин Гвозденстопа је Азогу одрубио главу, која је набијена на колац.